# Блечлі-Парк
Блечлі-Парк (англ. Bletchley Park) — маєток, розташований у Мілтон-Кінз, Бакінгемшир, Велика Британія, був головним місцем перебування Урядової школи кодів та шифрів (УШКШ) Великої Британії, яка під час Другої світової війни регулярно декодувала секретне спілкування країн Осі — найголовніше німецькі шифри «Енігми» та машини Лоренца.
Офіційний історик британської розвідки у Другій світовій війні написав, що розвідницькі дані «Ультра», добуті у Блечлі, скоротили війну на два-чотири роки, а без цих даних результат війни був би непевним.
Зараз у маєтку розташований освітній та історичний музей, який вшановує ці досягнення.

## Маєток

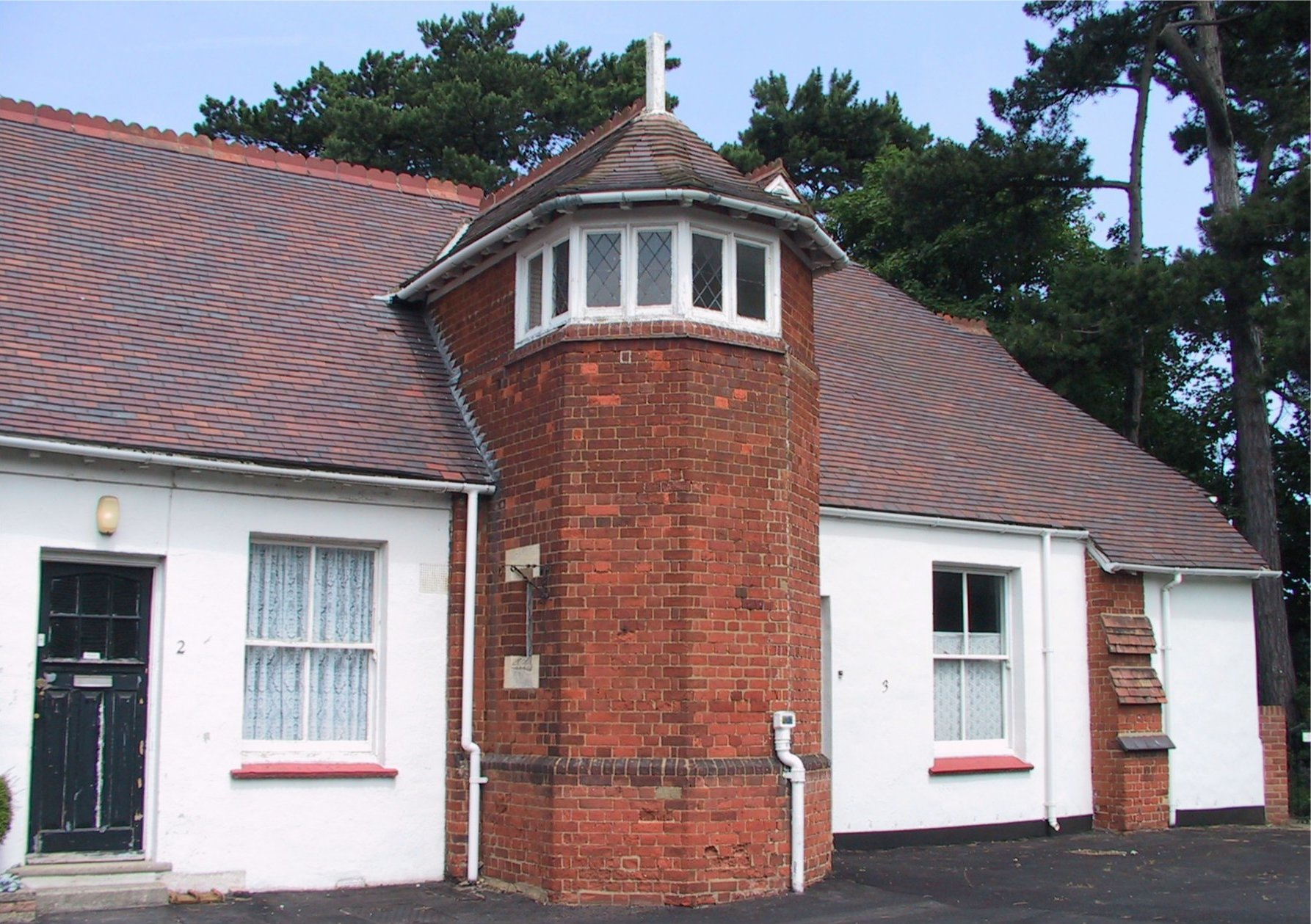
Котеджі у конюшні

Розташоване у 80 км на північний захід від Лондона, це місце згадується у Книзі Страшного суду як частина маєтку Ітона.
Браун Вілліс побудував тут маєток у 1711 році, але після придбання території в 1793 році Томасом Гаррісоном будівля була зруйнована.
Назву Блечлі-Парк маєток вперше отримав після того, як був придбаний С. Л. Секхемом в 1877 році.
Маєток площею 235 га в 1883 році був придбаний сером Г. С. Леоном, який перебудував сільський будинок, який існував на той час у сучасну «сумну та жахливу груду», що поєднує неоготику, Тюдорське відродження («псевдо-Тюдор») та голландський класицизм.
У 1938 році головний будинок та більша частина площі маєтку були придбані девелопером, який мав намір побудувати тут житлові будинки, однак вже в травні того є року адмірал сер Г'ю Синклер, голова Таємної служби розвідки (ТСР або МІ6) придбав маєток та 23 га для використання УШКШ та ТСР у разі входження Британії у війну.
На думку Синклера та його колег (які відвідали територію під виглядом «мисливської компанії капітана Рідлі») ключовою перевагою Блечлі було його центральне місце розташування. Маєток маже примикав до залізничної станції Блечлі, де Оксфордсько-Кембридзька залізнична лінія — чиї університети мали постачати багато дешифрувальників — перетиналась з Вест Коаст Мейн Лайн, яка поєднує Лондон, Бірмінгем, Манчестер, Ліверпуль, Глазго та Единбург.
Ватлінг Стріт, головна автодорога, що пов'язувала Лондон з північним заходом (тепер шосе A5) також проходила поруч, а значні потужності для телеграфного та телефонного зв'язку були доступні у розташованому поруч містечку Фенні Стратфорд.
Блечлі-Парк для тих, хто там працював, був відомий як «Б. П.», а під час війни використовувались кодові назви «Станція X» (від римського «X» — «десять»), «Лондонський центр сигнальної розвідки», та «Центр урядового зв'язку».
(Офіційною поштовою адресою для багатьох жінок — членів Жіночої королівської військово-морської служби, які працювали в Блечлі, була авіабаза в Істкоті.)

## Персонал

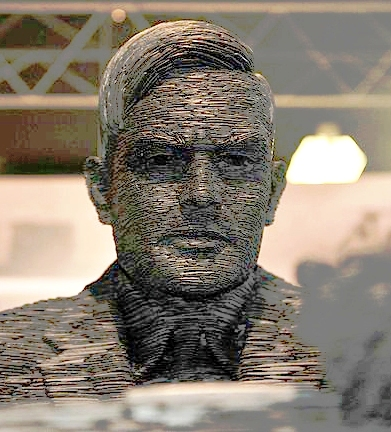
Статуя Алана Тюрінга, скульптор Стефен Кеттл, 2007 р.

Коммандер Аластер Денністон був операційним головою УШКШ з 1919 до 1942 року, починаючи з її формування з розвідувальних підрозділів Кімнати 40 Британського Адміралтейства (вона ж NID25) та MI1b (перехоплення та криптоаналіз) Вор Офісу . Ключові криптоаналітики УШКШ, які переїхали з Лондону до Блечлі-Парку, включали Джона Тілтмана, Діллвіна «Діллі» Нокса, Джоша Купера та Найджела де Грея. Ці люди мали різні біографії і професії — і лінгвісти, і чемпіони з шахів, і експерти з кросвордів, а Нокс був папірологом.
Того дня, коли Британія оголосила Німеччині війну, Денністон написав до Форин-офісу щодо необхідності залучення «людей професорського типу». Спочатку відбір відбувався завдяки персональним зв'язкам, особливо серед чоловіків з університетів Кембриджу та Оксфорду. Аналогічно на адміністративну роботу та роботу клерками наймали жінок, які викликали довіру. В одній зі стратегій рекрутингу 1941 року газету Дейлі телеграф попросили організувати змагання з вирішування кросвордів, за результатами якого до вартих уваги учасників таємно звертались щодо «особливого типу роботи як вкладу у зусилля щодо перемоги у війні».
Однак Денністон зрозумів, що використання ворогом електромеханічних шифрувальних машин означає, що також знадобляться і професійні математики; Пітер Твінн з Оксфорду приєднався до УШКШ в лютому 1939 року; Алан Тюрінг та Гордон Велчман з Кембриджу почали тренування у 1938 році та звились у Блечлі-Парку через день після оголошення війни, так само як і Джон Джеффріз. Рекрутовані пізніше криптоаналітики включали математиків Дерека Таунта, Джека Гуда, Білла Тутта, та Макса Ньюмана; історика Гаррі Гінслі та чемпіонів з шахів Х'ю Александера і Стюарта Мілнера-Баррі.
Джоан Кларк (яка потім стане заступником голови «Будиночку № 8») була однією з небагатьох жінок у Блечлі-Парк, які працювали як криптоаналітики.
Ця еклектична суміш «боффінів та дебютанток» призвела до того, що УШКШ отримала прізвисько «Товариство гольфу, сиру та шахів»,. Під час візиту в вересні 1941 року з метою підтримки морального духу, Вінстон Черчилль за свідченнями сказав Денністону: «Я ж казав тобі при пошуку персоналу не залишити каменя на камені, але я і гадки не мав, що ти мене так буквально сприйняв.» Вже через шість тижнів по тому, отримавши поразку у намаганнях отримати достатню кількість персоналу для друку та непрофесійної роботи для отримання тої продуктивності, яку вони бачили можливою, Тюрінг, Велчмен, Александер та Мілнер-Баррі написали прямо до Черчилля. Його відповідь була «вжийте заходів, аби переконатись, що вони мають все, що хочуть, за найвищим пріоритетом, і повідомте мене, що це виконано.»
Після вступного тренування у Міжслужбовій Спеціальній Школі Розвідки, яку створив Джон Тілман, персонал працював шість днів на тиждень у три зміни: 16:00 −24:00, 00:00 — 08:00 (цю не любили найбільше) та 08:00 — 16:00, кожна з яких мала півгодинну перерву на обід. Співробітник по тижню на кожній зміні, тому наприкінці третього тижня дві зміни збігалися, і робочий день тривав 16 годин. Нерегулярні години впливали на здоров'я та соціальне життя працівників, та на рутину довколишніх будинків, де більшість персоналу винаймало помешкання. Робота була виснажлива та вимагала надзвичайної концентрації. Для розрядки, персонал мав один тиждень відпустки на квартал. Незначна кількість чоловіків (наприклад, експерти Пост Офісу з коду Морзе або знавці німецької) мали меншу тривалість робочого дня.
У січні 1945 року, на піку зусиль з декодування, у Блечлі працювало близько 9 тисяч людей; а всього під час перебігу війни понад 12 000 різних людей (з них бл. 80 % жінки, переважно службовці британської армії та державної служби) були направлені сюди на службу.

## Секретність
При належному використанні німецькі шифри «Енігми» та машини Лоренца мали б бути практично незламними, однак недоліки у німецьких криптографічних процедурах та слабка дисципліна серед персоналу, який їх використовував, створили слабкі місця, які дали Блечлі крихітний шанс. Однак, ці слабкі місця могли б бути досить легко усунуті простими змінами у ворожих процедурах. Якби Німеччина отримала хоч натяк на успіх роботи в Блечлі, такі зміни були б майже напевно здійснені.
Тому, розвіддані з Блечлі вважалися «Ультра-секретними» у воєнній Британії — вище навіть від зазвичай найвищого рівня секретності Найбільш Таємно — і їх збереження було головним.
Небагатьом за межами Блечлі було відомо про його місію, і ще менше (в ньому чи за його межами) розуміли обсяг місії та розмір її успіху. Весь персонал підписався про дотримання «Official Secrets Act (1939)», а попередження служби безпеки 1942 року наголошувало на необхідності обережності навіть в самому Блечлі: «Не розмовляйте під час приймання їжі. Не розмовляйте в транспорті. Не розмовляйте під час подорожей. Не розмовляйте, де винаймаєте житло. Не розмовляйте біля власного каміна. Будьте обережні навіть у власному Будиночку…»
Крім того, при отриманні даних від джерела «Ультра» бойовим командирам повідомляли, що вони отримані з інших джерел; деколи надсилалися «підробні» групи розвідки — спеціально видимі для ворога — для «розкриття» розташувань німецьких військ, які насправді вже були відомі з даних «Ультра». В окремих випадках дані «Ультра» були настільки чутливі, що їх використання було неможливим, оскільки вчинити інакше означало повідомити ворога, що його прослуховують. Це призвело до появи «теорій», що в таких випадках британська влада деколи відмовлялася вжити заходів для захисту цивільного населення, як, наприклад, у випадку, бомбардування Ковентрі, хоча це енергійно заперечувалось.

## Початок роботи

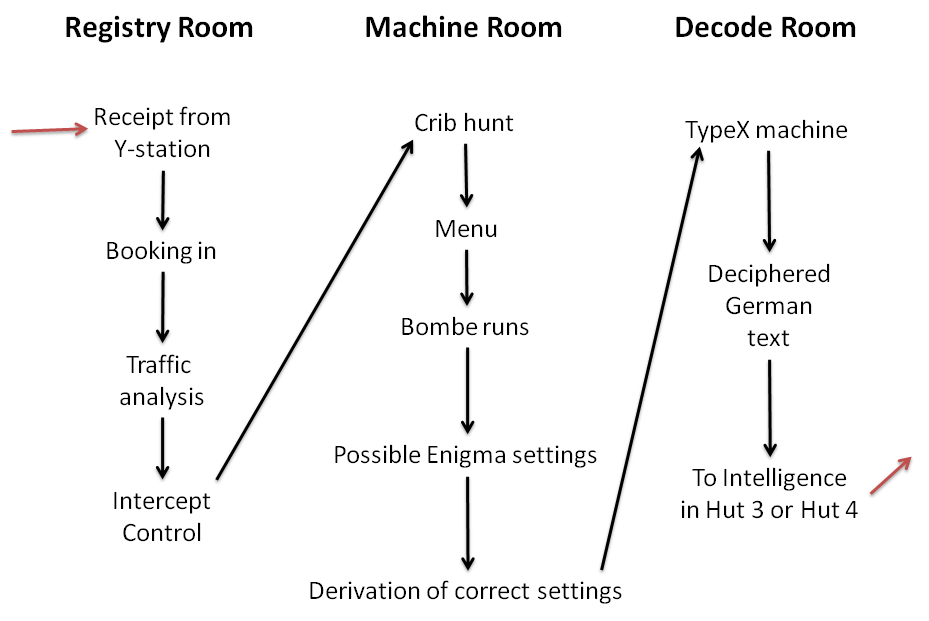
Рух інформації від перехопленого повідомлення Енігми в рамках Блечлі-Парку

Тюрінг, Нокс та Джеффріс розпочали роботу у Блечлі у котеджі № 3.
Перший персонал Урядової школи кодів та шифрів (УШКШ) переїхав до Блечлі-Парку 15 серпня 1939 року. На першому поверсі головної будівлі маєтку були розташовані морська, військова та повітряна секція, разом з телефонним вузлом, телепринтерною кімнатою, кухнею та їдальнею; другий поверх був відданий MI6.
Невдовзі почалося будівництво дерев'яних Будиночків, а розташована неподалік школа-інтернат Елмерс була придбана для комерційної та дипломатичної секції.
Після того, як США вступили у війну, певна кількість американських криптоаналітиків була розміщена у Будиночку № 3 і з травня 1943 року між британською та американською розвідкою існувала досить тісна співпраця. (Укладена британсько-американська угода 1943 року стала першою цеглиною у співпраці розвідок, одним з виразів якої сьогодні є «Ешелон».)
Натомість Радянський Союз ніколи офіційно не знав про існування Блечлі-Парку та роду його діяльності, що вважається виявом недовіри Черчилля до цієї країни навіть під час існування військового союзу Велика Британія — США — Радянський Союз проти нацистів.
Єдина пряма шкода від дій ворога була заподіяна Блечлі-Парку 20-21 листопада 1940 року трьома бомбами, які впали на його територію, але ймовірно були призначені залізничній станції неподалік; в результаті Будиночок № 4 зсунувся з фундаменту приблизно на 1 метр, але був поставлений лебідкою на місце, і робота в ньому продовжилась.

## Обробка отриманих розвідданих

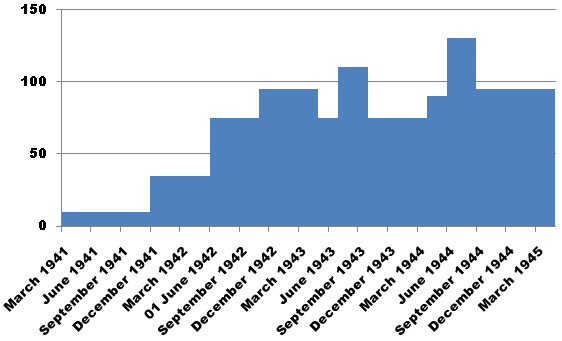
Кількість повідомлень командуванню закордонними військами Британії

Не пов'язані з військово-морськими силами повідомлення Енігми розшифровувались у Будиночку № 6, передавались на переклад, індексування (каталогізацію) та перехресні посилання в Будиночок № 3. Лише після цього їх передавали до Таємної служби розвідки (MI6), начальникам служб розвідки у відповідних міністерствах та далі вищому командуванню на фронті.
Військово-морські повідомлення Енігми розшифровувались у Будиночку № 8, з перекладом у Будиночку № 4.
Дослівні переклади надсилались виключно Управлінню військово-морської розвідки Центру оперативної розвідки Адміралтейства, доповнені інформацією з каталогів в частині значень технічних термінів та перехресних посилань з банку знань про німецькі військово-морські терміни.
Будиночок № 4 також розшифрував ручну систему відому як «шифр доків», яким деколи також передавали повідомлення мережею Енігми. Надання цих повідомлень назад до Будиночку № 8 надало чудову «підказку» для атаки з відомим відкритим текстом на щоденний військово-морський ключ Енігми.

## Станції прослуховування
Спочатку кімната радіозв'язку була розташована в Блечлі-Парку, а саме у водонапірній башті під кодовою назвою «Станція X», термін, який зараз деколи застосовується для всієї роботи з розшифровки у Блечлі. «X» тут означало римську цифру «10», що вказувало на те, що станція була десятою у Таємній службі розвідки. Через те, що з радіокімнати стирчали довгі повітряні антени, щоб не привертати уваги до Блечлі-Парку, станція була переведена з Блечлі до розташованого неподалік маєтку Ваддон-Холлу.
Інші станції прослуховування, наприклад у Чіксендз в Берфордширі, Бьюмор-Холлі в Лестерширі (де було розташовано штаб-квартира групи «Y» Вор Офісу) та станції Y в Норфолку, збирало ворожі сигнали для їх обробки в Блечлі. Закодовані повідомлення записувалися від руки та надсилалися в Блечлі на паперових носіях мотоциклістами, а пізніше за допомогою телепринтерів.

## Додаткові будівлі
Потреби військового часи вимагали будівництво додаткових приміщень.

### Будиночки

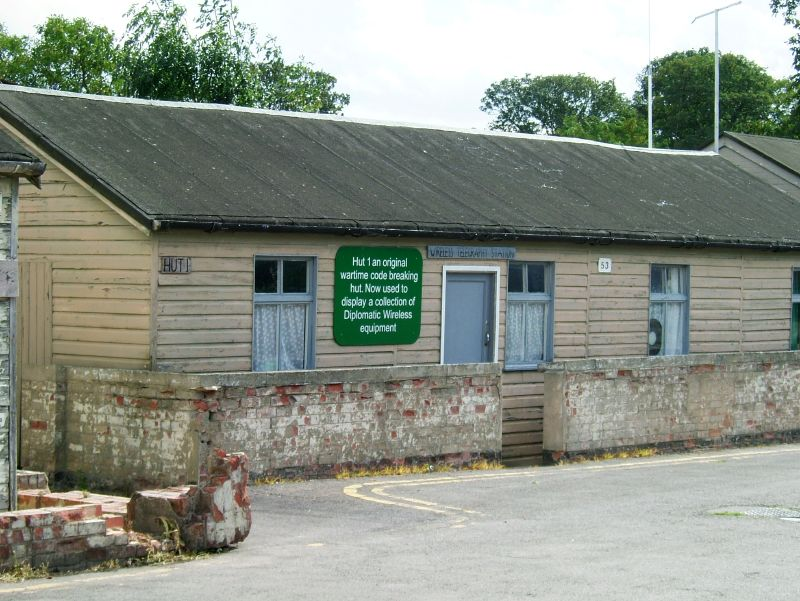
Будиночок № 1

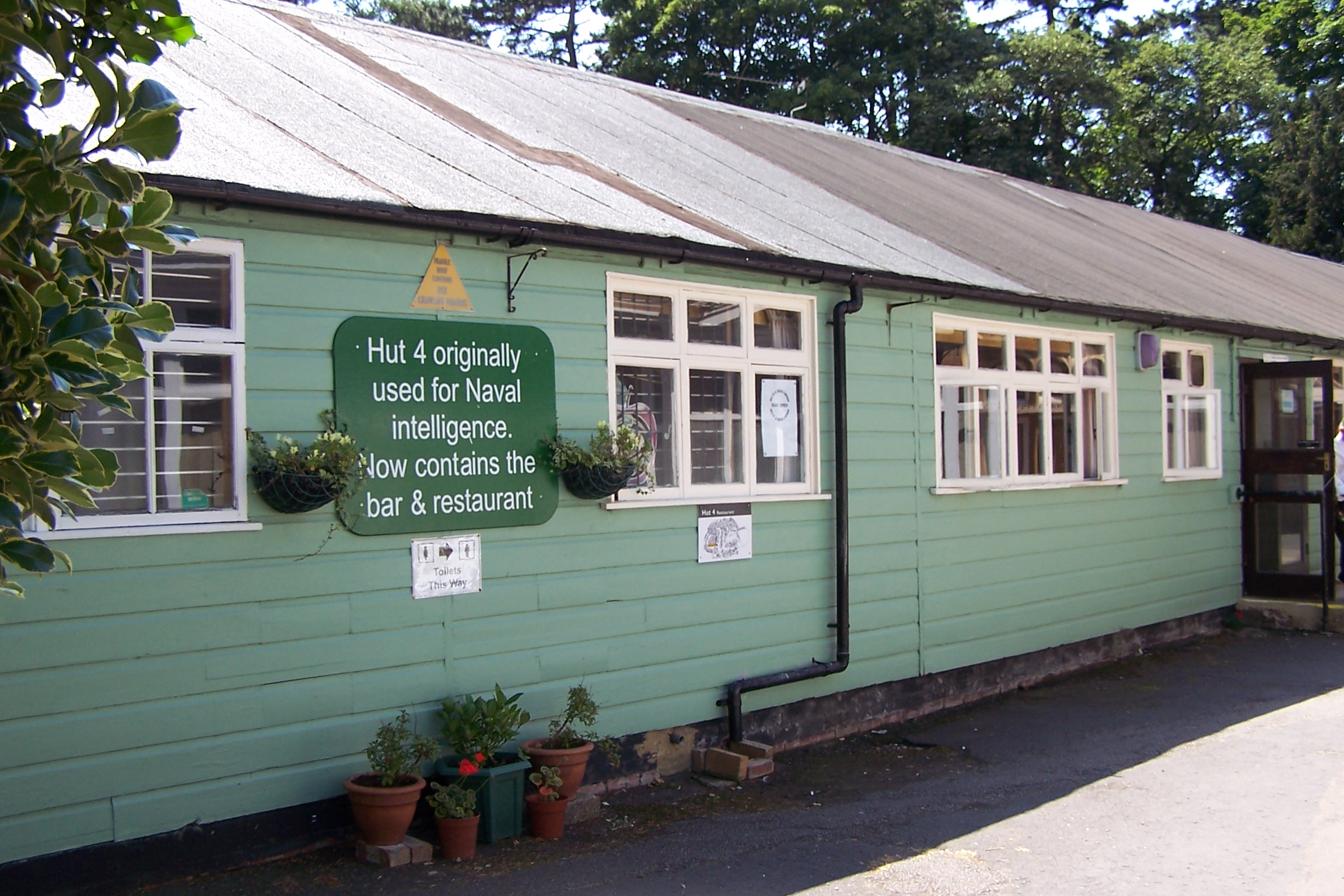
Будиночок № 4, розташований поруч з маєтком, тепер містить бар та ресторан музею.

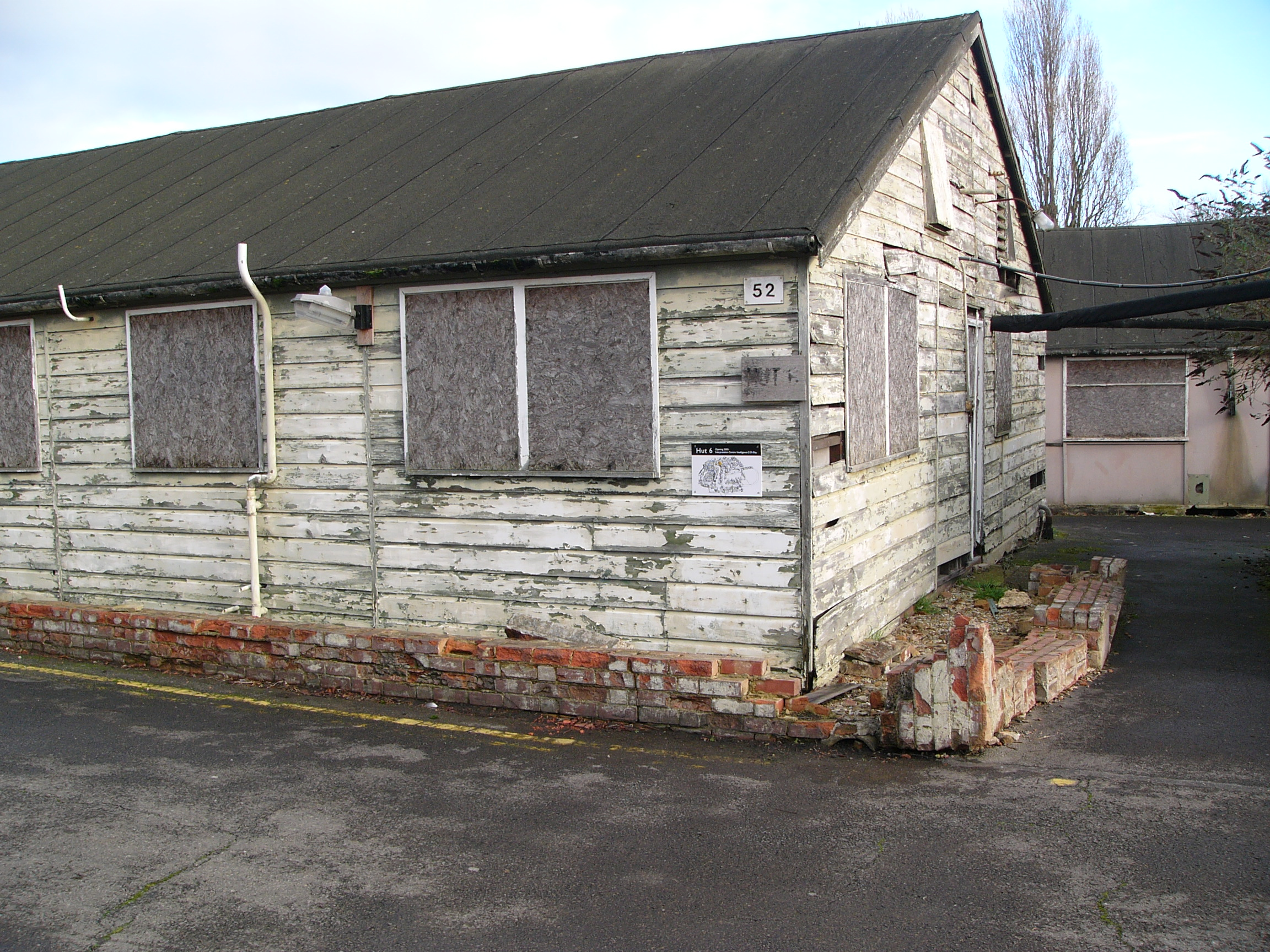
Будиночок № 6 в 2004 р.

Часто номер будиночка так сильно асоціювався з роботою, яка в ньому виконувалась, що навіть у разі переміщення підрозділу в інше приміщення, його роботу все одно називали по початковому номеру «Будиночку». Існували наступні дерев'яні будиночки (фактично бараки):
- Будиночок № 1: Перший дерев'яний будиночок, побудований в 1939 році[49]. В ньому короткий час розташовувалась радіокімната[43], а пізніше він мав адміністративну функцію — питання транспортування, друку та сервісного обслуговування Bombe. Перша електромеханічна машина Bombe на ім'я «Перемога» (англ. Victory) спочатку також була розташована в цьому будиночку[50].
- Будиночок № 2: Призначений для відпочинку для «пива, чаю та розваг».[51]
- Будиночок № 3: Розвідка: переклад та аналіз дешифровок армії та повітряного флоту[52]
- Будиночок № 4: Військово-морська розвідка: аналіз дешифровок військово-морської Енігми та шифрувальних машин Хагеліна типу C-36[53]
- Будиночок № 5: Військова розвідка, включно з італійськими, іспанськими та португальськими шифрами та кодами німецької поліції.[54]
- Будиночок № 6: Криптоаналіз Енігми армії та повітряного флоту[55]
- Будиночок № 7: Криптоаналіз японських військово-морських кодів та шифрів і розвідка.[56][57]
- Будиночок № 8: Криптоаналіз військово-морської Енігми.[41]
- Будиночок № 9: ISOS (Секція розвідки Олівера Стречі).
- Будиночок № 10: Коди Таємної служби розвідки (SIS або MI6), повітряні та метеорологічні секції.[58]
- Будиночок № 11: Будівництво Bombe.[59]
- Будиночок № 14: Центр комунікацій.[60]
- Будиночок № 15: SIXTA (Розвідка сигналів та аналіз перехоплених переговорів).
- Будиночок № 16: ISK (Служба розвідки Нокса), шифри Абверу.
- Будиночок № 18: ISOS (Секція розвідки Олівера Стречі).
- Будиночок № 23: Переважно використовувався для інженерного департаменту. Після лютого 1943 року, Будиночок № 3 був перейменований у Будиночок № 23 (замість № 13, вважається, що з причин забобонів).

### Блоки
Додатково до дерев'яних будиночків були побудовані цегляні «блоки»:
- Блок A: Військово-морська розвідка.
- Блок B: Розшифровування італійських військово-морських та військово-повітряних кодів, а також японського коду.
- Блок C: Тут зберігався основний каталог перфокарт.
- Блок D: Робота над Енігмою, доповнення до тої, яка проводилась у будиночках № 3, 6 та 8.
- Блок E: Вхідні та вихідні радіоповідомлення та TypeX.
- Блок F: Включав так звані «Ньюменрі» (англ. Newmanry, підрозділ, названий за прізвищем керівника Макса Ньюмана, чиїм завданням було розробка та впровадження машинних методів криптоаналізу, зокрема ними були побудовані 10 «Колосів») та «Тестерню» (англ. Testery, підрозділ, названий за прізвищем керівника Ральфа Тестера, чиїм завданням була робота над розшифруванням повідомлень вищого німецького командування, закодованих машиною Лоренца), а також секція вивчення японських військово-повітряних повідомлень. Зруйнований.
- Блок G: Аналіз перехоплених переговорів та операції з введення в оману.
- Блок H: «Тунні» та «Колос» (тепер містить Національний музей обчислювальної техніки).

## Робота над сигналами окремих країн

### Німецькі сигнали

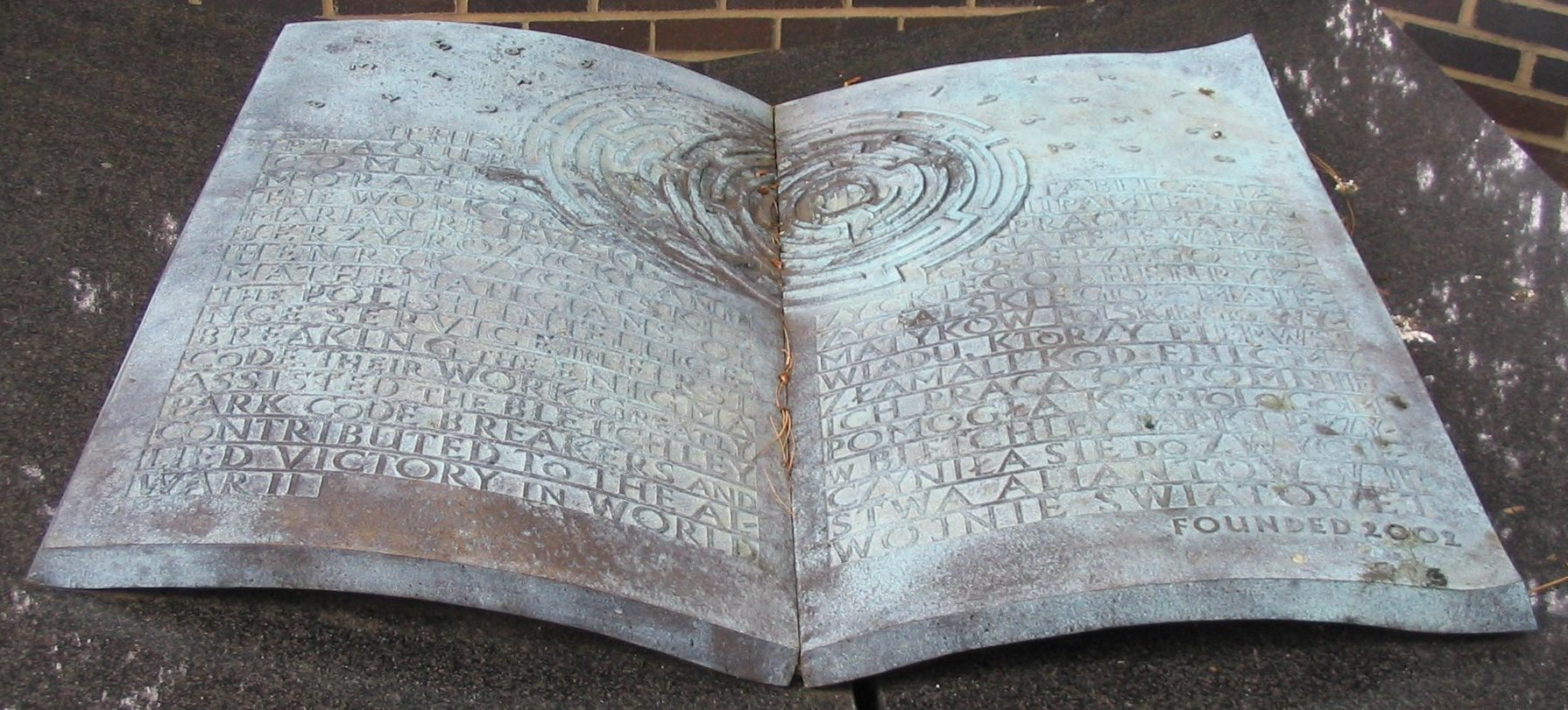
Польський меморіал в Блечлі, який вшановує довоєнну працю Маріана Реєвські, Єжи Ружицькі та Генрика Зигальські, математиків польської служби розвідки щодо першого зламу коду Енігми. Їх робота значно сприяла дешифрувальникам Блечлі-Парку та зробила внесок у перемогу Антигітлерівської коаліції у Другій світовій війні.

Більшість німецьких повідомлень, які були розшифровані у Блечлі, були створені однією з версій шифрувальної машини «Енігма», а невелика, але надзвичайно важлива частина — це більш складною 12-роторною онлайновою телетайпною шифрувальною машиною Lorenz SZ42.
За п'ять тижнів до початку війни в Варшаві польське Бюро шифрів повідомило про свої успіхи у зламі Енігми вкрай здивованим британським та французьким колегам. У своїй роботі британці використовували польські інформацію та техніки, а також клон Енігми, надісланий до них у серпні 1939 року, що значно збільшило їх (до того мінімальний) рівень успіху у розшифруванні повідомлень Енігми.

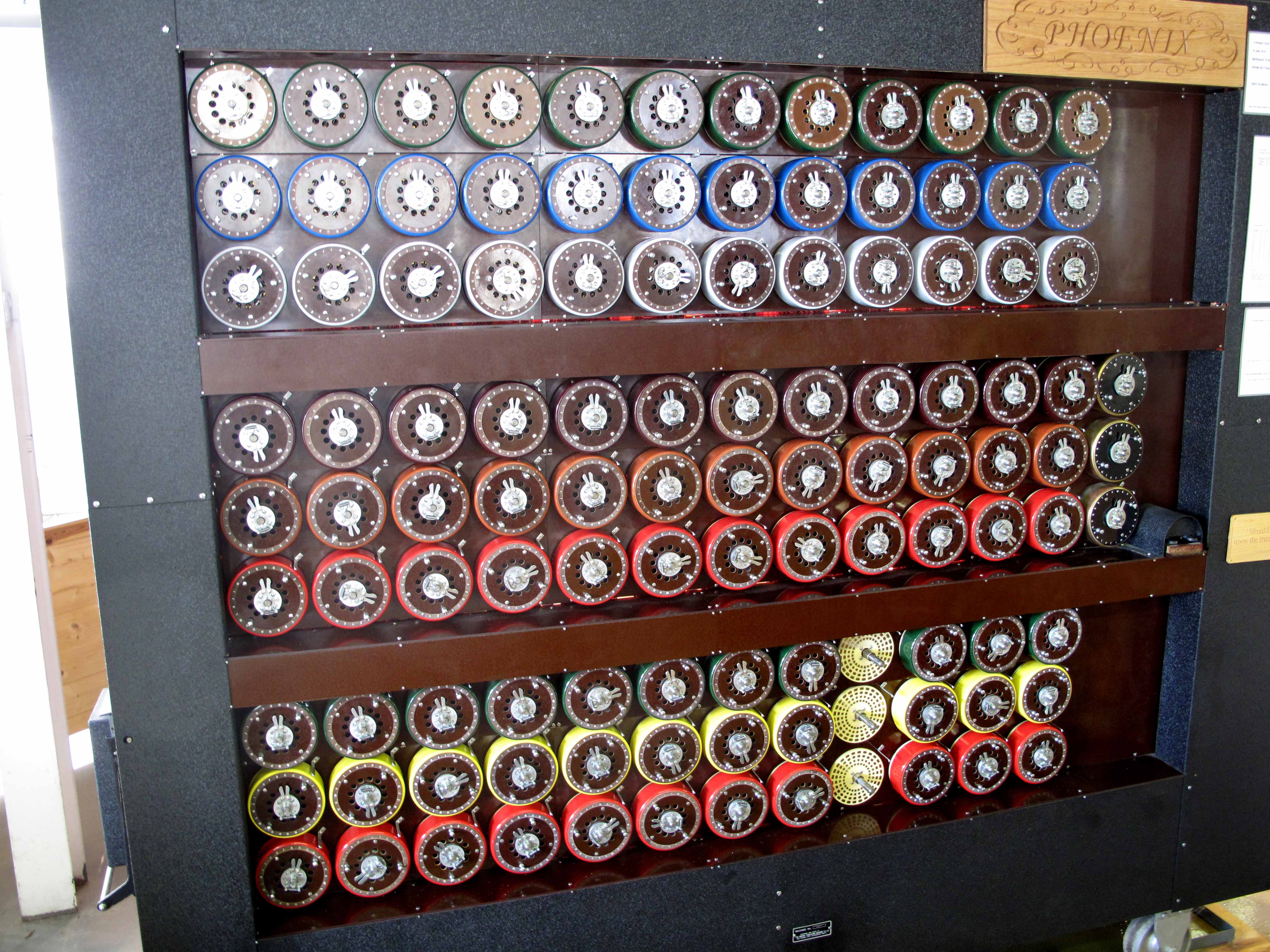
Працююча модель bombe, побудована командою під керівництвом Джона Гарпера та запущена в роботу принцом Едвардом 17 липня 2008 р.

Bombe була електромеханічним пристроєм, функцією якого був пошук деяких зі щоденних налаштувань машин «Енігма» у різних комунікаційних мережах підрозділів німецьких військ.
Її новаторські схеми були створені Аланом Тюрінгом (з важливим внеском Гордона Велчмана), а сама машина була перенесена у креслення та створена Гарольдом 'Доком' Кіном з компанії «British Tabulating Machine Company».
Кожна машина мала розміри бл. 2,1 метра у висоту і ширину та бл. 60 см в глибину та важила майже тонну.
На піку своєї діяльності УШКШ обробляла приблизно 4 000 повідомлень на день.
Як пересторога на випадок атаки ворога, більшість машин «bombe» розташовували на зовнішніх площадках («філіях» Блечлі) у розташованих неподалік селищах Адсток та Вавендон (обидва цих місця пізніше були замінені на Станмор та Істкот), а у Гейхерсті.
У значущій кількості першими були розшифровані та прочитані повідомлення Люфтваффе. Німецькі військово-морські сили мали набагато жорсткіші процедури кодування, і їхні повідомлення змогли розшифрувати лише захопивши кодувальні книги. Коли у лютому 1942 у німецьких військово-морських силах для комунікації зі субмаринами в Атлантиці були встановлені чотирироторні Енігми, цю комунікацію не могли розшифрувати протягом 10 місяців. У Британії створили модифікацію bombe, але основним джерелом успішного декодування цього типу Енігми до завершення війни вважається bombe ВМС США. Розшифровані німецькі повідомлення передавалися між обома берегами Атлантики зашифрованим телетайпним зв'язком.

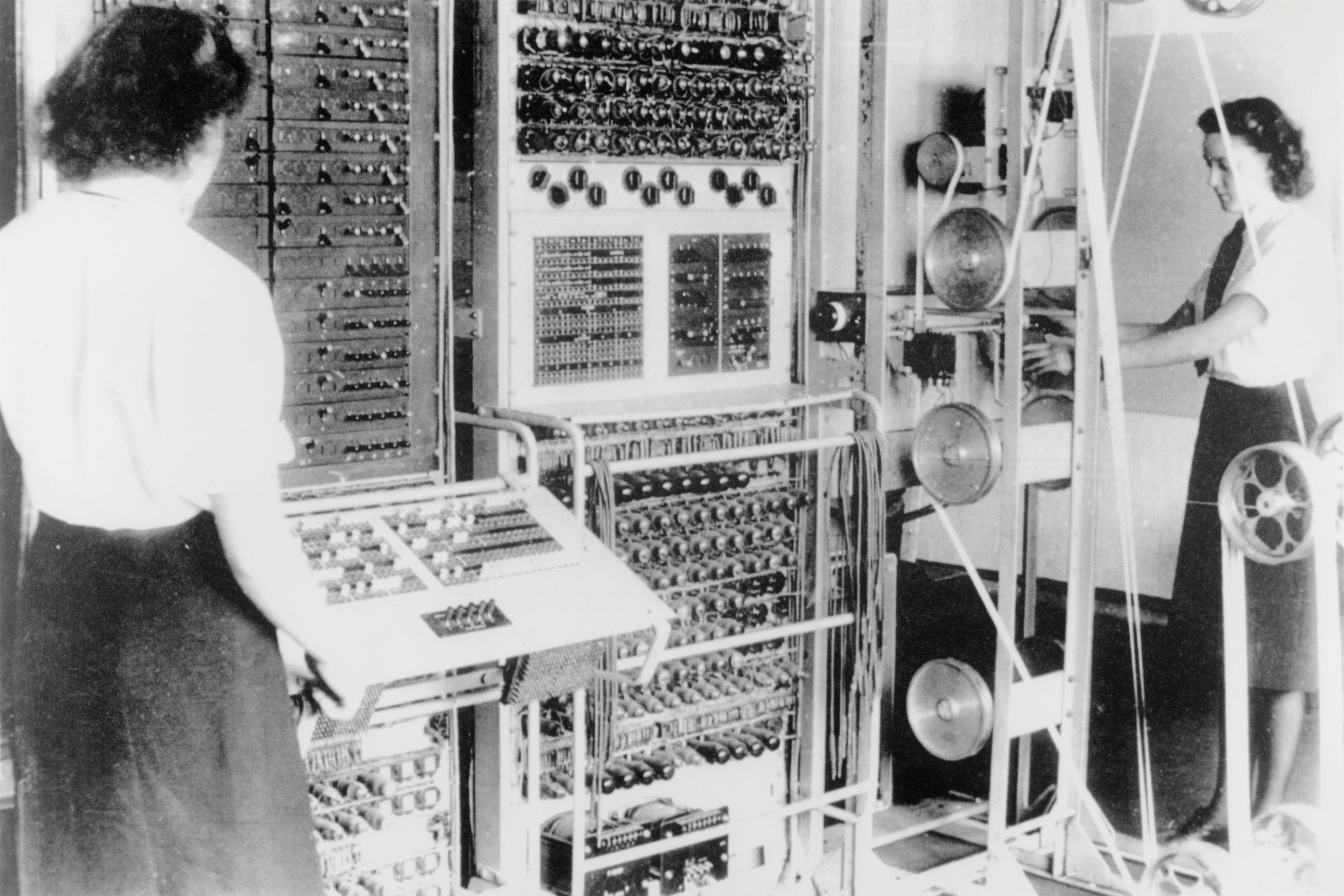
Комп'ютер «Колос Марк 2». Десять побудованих «Колосів» були першими в світі (напів-) програмованими ЕОМ, перший з яких був побудований 1943 року

Повідомлення, надіслані за допомогою машини Лоренца, у Блечлі мали кодову назву «Тунні». У суттєвій кількості німці почали їх надсилати лише з середини 1942 року. Мережа «Тунні» використовувалась для важливих повідомлень між вищим керівництвом Німеччини та польовим командуванням високого рангу. Завдяки помилкам операторів цих машин, криптоаналітики з «Тестерні» змогли зрозуміти логічну структури машини, попри те, що її фізичного вигляду вони не знали. Вони розробили автоматичні засоби для допомоги у декодуванні, вершиною яких стало створення «Колосу», першого в світі програмованої цифрової ЕОМ. На основі їх ідей Томас Флауерс та його команда побудували перший «Колос» на дослідницькій станції Пост-Офісу у Доліс-Хілл (сьогодні район Лондону). Він був доставлений до Блечлі-Парк у грудні 1943 року та почав роботу у лютому 1944 року. Перший з доопрацьованих «Колос Марк 2» працював у Блечлі-Парку під час висадки військ союзників у Нормандії в червні 1944 року. Після цього Флауерс до кінця війни створював один «Колос» на місяць, всього створивши десять, а одинадцятий був незакінчений. Операторами ЕОМ були переважно жінки-військові у секції «Ньюмарня».
Праця в Блечлі вважається вирішальною для перемоги над німецькими підлодками у Битві за Атлантику та у перемозі Британії у бою біля мису Матапан та у бою біля мису Нордкап.
У 1941 році, «Ультра» мала сильний вплив на результат Північно-Африканської пустельної кампанії проти німецьких сил під керівництвом генерала Ервіна Роммеля. Генерал Клод Окінлек писав, що якби не «Ультра», «Роммель точно би дістався Каїру».
До висадки військ союзників у Нормандії в червні 1944 року, союзники знали місце розташування 56 з 58 німецьких дивізій на Західному фронті.

### Італійські сигнали
Італійські сигнали викликали зацікавленість британців з моменту нападу Італії на Абісинію в 1935 році. Під час громадянської війни в Іспанії ВМС Італії користувались моделлю K комерційної версії Енігми без комутаційної панелі; її код було зламано Діллі Ноксом в 1937 році. Коли Італія приєдналася до Другої світової війни в 1940 році, її війська використовували покращену версію машини, хоча обсяг повідомлень з їх використанням був невеликий і відбулись «загальні зміни» в італійських кодах та шифрах.
Для роботи над варіаціями Енігми, Ноксу надали у розпорядження нову секцію, у які він найняв жінок («Жінки Діллі»), серед яких була Маргарет Рок, Джин Перрін, Клер Гардінг, Рейчел Рональд, Елізабет Гренжер та Мевіс Левер, яка першою зламала код військових повідомлень ВМС Італії.
Вона розшифрувала повідомлення, яке розкривали оперативні плани ВМС Італії перед боєм біля мису Матапан в 1941 році, що забезпечило перемогу Британії. Хоча, більшість персоналу Блечлі не знала про результати роботи секції, адмірал Каннінгем особисто відвідав через декілька днів після декілька тижнів після перемоги, щоб їх привітати.
Після вступу до Другої світової війни в червні 1940 року, італійці використовували книжні коди для більшості своїх військових повідомлень. Виключенням були лише ВМС Італії, які після бою біля мису Матапан почали використовували модель C-38 шифрувальної роторної машини Бориса Хагеліна, особливо для супроводження своїх військових та торгових морських конвоїв у зону конфлікту у Північній Африці.
У результаті Дж. Р. М. Батлер найняв свого колишнього студента Бернарда Вілсона до команди зі ще двох людей у Будиночку № 4. В червні 1941, Вілсон перший з команди розшифрував систему Хагеліна, що дозволило військовому командуванню направити військово-морський флот та військово-повітряні сили Великої Британії на потоплення ворожих кораблів, які транспортували припаси до корпусу «Африка» Роммеля. Це призвело до збільшення втрат кораблів та, за перехопленими повідомленнями, команда дізналася, що між травнем та вереснем 1941 року запаси палива для Luftwaffe у Північній Африці впали на 90 %.
Після інтенсивних мовних курсів, у березні 1944 року Вілсон переключився на шифри на основі японської мови.
Середньосхідний центр розвідки (MEIC) був створений у Каїрі в 1939 році. Коли Італія приєдналася до Другої світової війни в червні 1940 року, затримки у надсиланні перехоплених повідомлень до Блечлі перевантаженими лініями зв'язку призвели до того, що окремі криптоаналітики були надіслані до Каїру, а в листопаді того ж року було створено Об'єднане Середньосхідне Бюро. Хоча органи влади на Середньому Сході постійно жалілися, що УШКШ надає занадто низький пріоритет розшифровці італійських кодів, однак принцип концентрації висококласних криптоаналітиків у Блечлі не порушувався.

### Радянські сигнали
Радянські сигнали вивчались Британією з 1920-х років. У 1939-1940-х роках Джон Тілтман (який з 1930 року займався вивченням військової комунікації радянської армії) створив дві секції з вивчення радянських шифрованих сигналів — одну в маєтку Вавертон поруч з Блечлі, а другу — на найбільшій військовій базі Британії на Середньому Сході в селищі Сарафанд-аль-Амар в Палестині. Тоді Тілтман провів два тижні у Фінляндії, де він придбав записи перехоплених радянських військових переговорів у Фінляндії та Естонії в обмін на радіообладнання.
Коли в червні 1941 року СРСР став союзником Британії, Черчилль розпорядився призупинити розвідницькі операції проти нього. Внаслідок цього в грудні 1941 року радянська секція була закрита. Однак наприкінці літа 1943 року (за деякими даними наприкінці 1944 року) невелика радянська секція УШКШ була знову створена і розташовувалась у Лондоні.

### Японські сигнали
Відділення УШКШ — Далекосхідне об'єднане бюро — було створено у Гонконгу в 1935 році. Його військово-морський персонал був переміщений в 1940 році до Сингапуру, потім до Коломбо, Цейлон, потім до Кіліндіні, Момбаса, Кенія. Їм вдалося розшифрувати японські коди за допомогою суміші навичок та вдачі. Сухопутний та військово-повітряний персонал з Сингапуру був переміщений до Wireless Experimental Centre в Делі, Індія.
На початку 1942 року для 20 студентів останнього року Оксфорду та Кембриджу Міжслужбова Спеціальна Школа Розвідки організувала шестимісячні курси вивчення японської мови. Цей курс повторювався для нового набору кожні шість місяців до завершення війни. Більшість тих, хто завершив ці курси, працював над розшифровкою повідомлень японських військово-морських сил під керівництвом Джона Тілтмана у Будиночку № 7.
До літа 1945 року до цієї роботи було залучено більш ніж 100 працівників, які тісно співпрацювали з Далекосхідним об'єднаним бюро та Сигнальною розвідувальною службою США в Арлінгтон Холлі, Вірджинія. Вважається, що завдяки цим об'єднаним зусиллям, вже з серпня 1945 року втрати японського торгового флоту становили до 90 % морських втрат. В 1999 році Майкл Сміт написав: «Лише зараз британські дешифрувальники (напр. Джон Тілтман, Х'ю Росс та Ерік Нейв) починають отримувати те визнання, на яке вони заслуговують, у розшифруванні японських кодів та шифрів».

## Повоєнний період

### Продовження секретності
Більшість обладнання та документів Блечлі були знищенні по завершенню війни, а зобов'язання його персоналу щодо дотримання секретності залишались у силі тривалий час, тому більшість родичів цього персоналу не знали про їхню роботу нічого більше, крім того, що їхня дитина, чоловік чи батьки протягом війни робили якусь секретну роботу, або навіть і просто думали, що робота була статистиком чи клерком. Черчиль якось назвав персонал Блечлі «гусками, які несли золоті яйця, але ніколи не гелготали». Однак, окремі згадки про характер роботи у Блечлі під час війни все ж таки уникли цензури та потрапили до преси.
З публікацією книги Ф. В. Вінтербосема «Секрет Ультра» (англ. The Ultra Secret) 1974 року нарешті змогло початися громадське обговорення роботи Блечлі (хоча і до цього моменту деякі з його персоналу вважають себе зобов'язаними зберігати таємницю). У липні 2009 року уряд Великої Британії ухвалив рішення вшанувати персонал Блечлі пам'ятним знаком.

### Маєток
У повоєнні роки маєток декілька разів змінював власників та напрямки використання, у тому числі був коледжем з підготовки вчителів та місцевим головним офісом британської пошти.
У 1991 році маєток був закинутий та існували наміри про знесення будівель маєтку для подальшої комерційної та житлової забудови звільненої території.
Однак у лютому 1992 року рада боро Мілтон Кейнс оголосила більшість території маєтку захищеною територією. Був створений фонд «Bletchley Park Trust» для утримання маєтку як музею. Для відвідувачів маєток відкрився в 1993 р. У 1999 році фонд уклав договір з власником землі, за якою контроль за більшістю маєтку передавався фонду.

## Музей

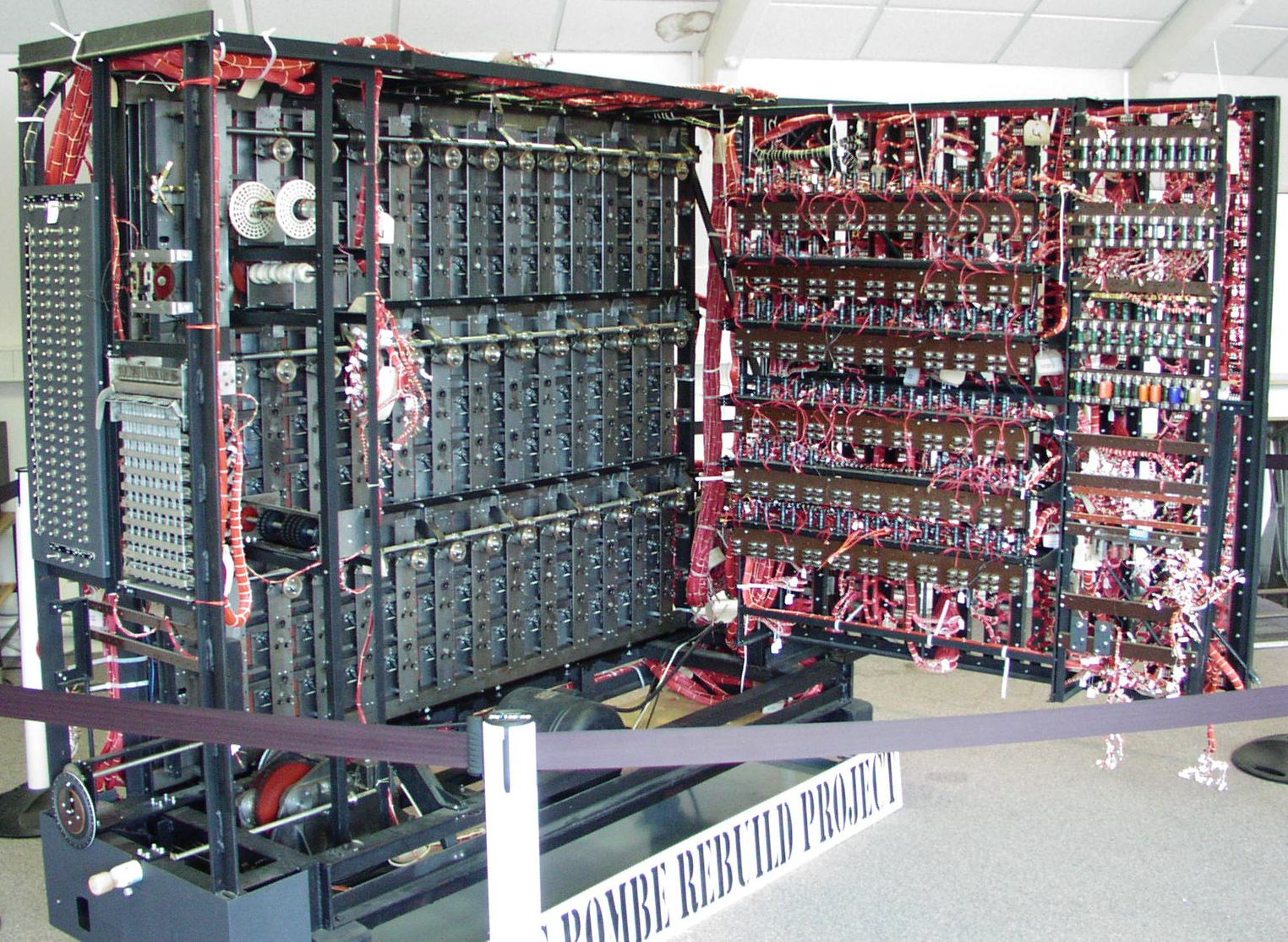
Вид ззаду на відновлену Bombe

У блоку B розташована головна колекція музею щодо зусиль з декодування під час війни, включно з відбудованою машиною bombe та колекцією машин «Енігма», велика експозиція стовосно декодування та шпигунства в цілому, а також статуя Алана Тюрінга у людський зріст (скульптор Стефен Кеттл, 2007рю, сланець).
Крім Національного музею обчислювальної техніки, в парку міститься ще ряд інших виставок та закладів:
- маєток;
- Projected Picture Trust[97] — колекція старовинного обладнання для кінотеатрів та маленький кінозал, у якому демонструється короткометражки часів Другої світової війни;
- колекція іграшок та моделей — іграшкові солдатики, моделі поїздів і автотранспорту та інші іграшки 1930-х років;
- гараж Блечлі-Парку — колекція машин включає два Austin 1930-х років;
- поштове відділення Блечлі-Парку — відтворення поштового відділення 1940-х, яку слугувало прикриттям для пошти, які надсилалась персоналу Блечлі;
- Дипломатична бездротова служба — оригінальне бездротове та дротове обладнання, як воно використовувалось у Блечлі;
- Виставка «Домашній фронт» показує побутове життя у Британії під час Другої світової війни — обмеження раціонів, евакуація, бомбардування, воєнний «банний» день та «Make Do & Mend» (задовольняйся тим, що є, та ремонтуй);
- Морська виставка містить моделі як військових, так і комерційних суден;
- «Американський садовий маршрут» вшановує неперервні зв'язки між Великою Британією та США, які були важливі для перемоги;
- «65-те відділення новин» — відтворення німецької сигнальної (надсилання та отримання повідомлень) групи часів Другої світової війни зі значною кількістю оригінального обладнання, у тому числі Енігма;
- «Голуби на війні» розказує про роль 250 тисяч британських поштових голубів під час війни;
- дитячий куточок.

18 червня 2014 року музей був офіційно вдруге відкритий Кетрін, герцогинею Кембриджською, коли також було повідомлено, що її бабуся з сестрою-близнючкою працювали у Блечлі на цивільних посадах

### Національний музей обчислювальної техніки

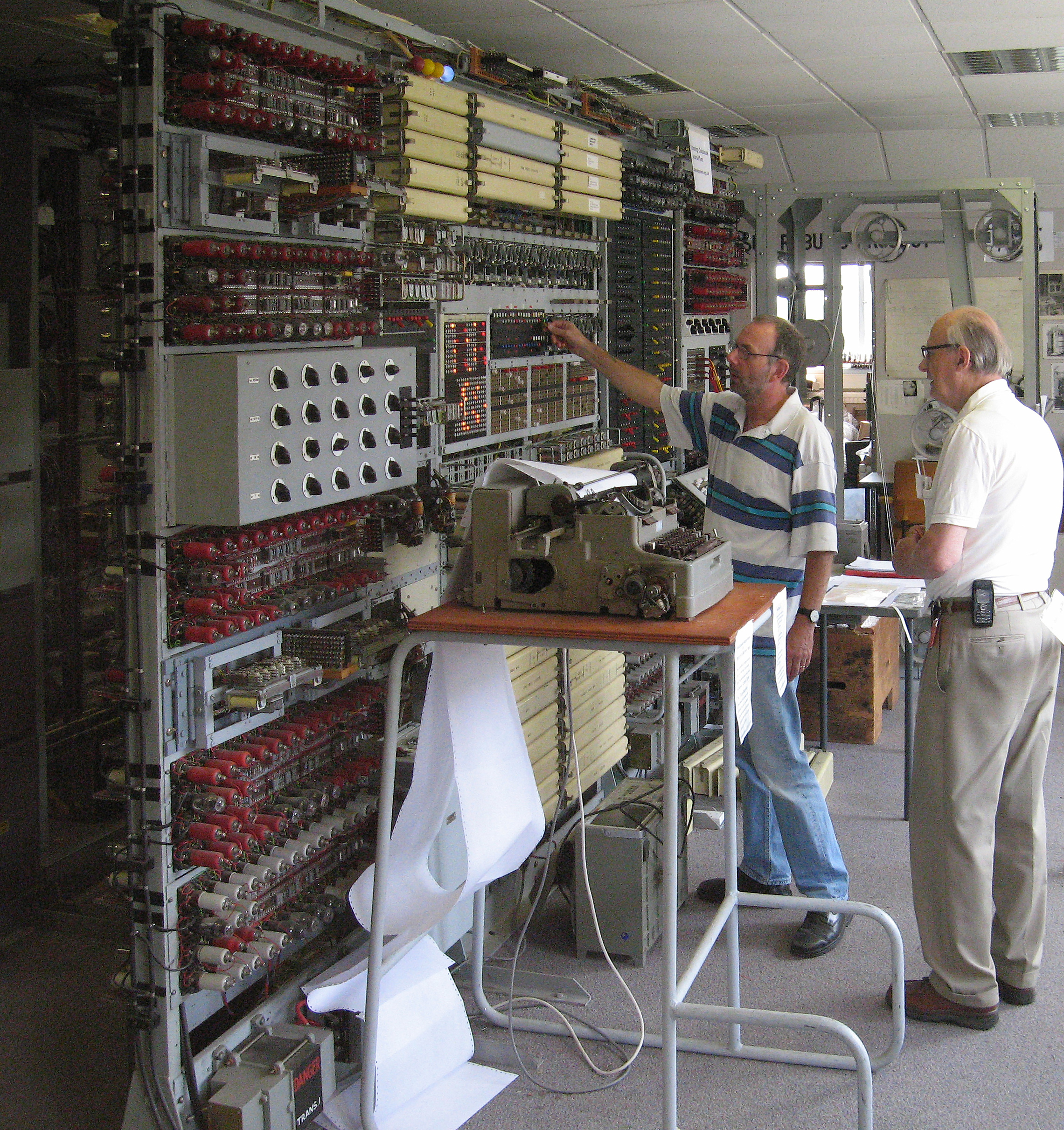
Ентоні Сейл здійснює нагляд над розкодуванням зашифрованого повідомлення на «Колосі», відбудованому в 2006 році

Музей розміщений у блоку H, який орендовано у «Bletchley Park Trust». Його галереї «Колос» та «Тунні» розповідають про важливу роль розшифрування союзниками німецьких кодів під час Другої світової війни. Музей має робочу реконструкцію комп'ютера «Колос», який використовувався для розшифрування комунікації вищого німецького керівництва, закодованої за допомогою машини Лоренца (яка в британців мала кодову назву «Тунні».
Національний музей обчислювальної техніки відкрився в 2007 році та є незалежною добровольчою організацією, яка управляється радою довірених осіб. Колекція музею показує історію обчислювальної техніки через великогабаритні ЕОМ 1960-70-х років до настання ери персональних комп'ютерів у 1980-х, при цьому намагання музею, щоб якомога кількість експонатів були в робочому стані.

### Фондування
У жовтні 2005 року американський мільярдер Сідні Франк пожертвував £500 000 на користь «Bletchley Park Trust» для фінансування нового наукового центру імені Алана Тюрінга. В липні 2008 року у листі до «Таймс» від більш ніж ста науковців засуджувався стан маєтку. У вересні 2008 року PGP, IBM та інші технологічні фірми оголосили про кампанію зі збору коштів на ремонт маєтку. 6 листопада 2008 рок убуло оголошено, що English Heritage надасть £300 000 для допомоги в утриманні будівель у Блечлі-Парку та що тривають переговори про надання ще £600 000.
У жовтні 2011 року «Bletchley Park Trust» отримав грант у сумі £4,6 мільйонів від «Heritage Lottery Fund» з метою «завершення реставрації маєтку та для розповіді про його історію за найбільш сучасними стандартами», за умови, що додаткові £1,7 мільйонів будуть зібрані «Bletchley Park Trust». У червні 2012 року траст успішно зібрав £2,4 мільйони, що дозволило йому розблокувати гранти для відновлення Будиночків № 3 та № 6 та створити виставковий центр у блоці C.
Додатковий прибуток отримується за рахунок оренди блоку H Національному музею обчислювальної техніки та частині приміщень на території маєтку як офісів приватним фірмам.

## У популярній культурі

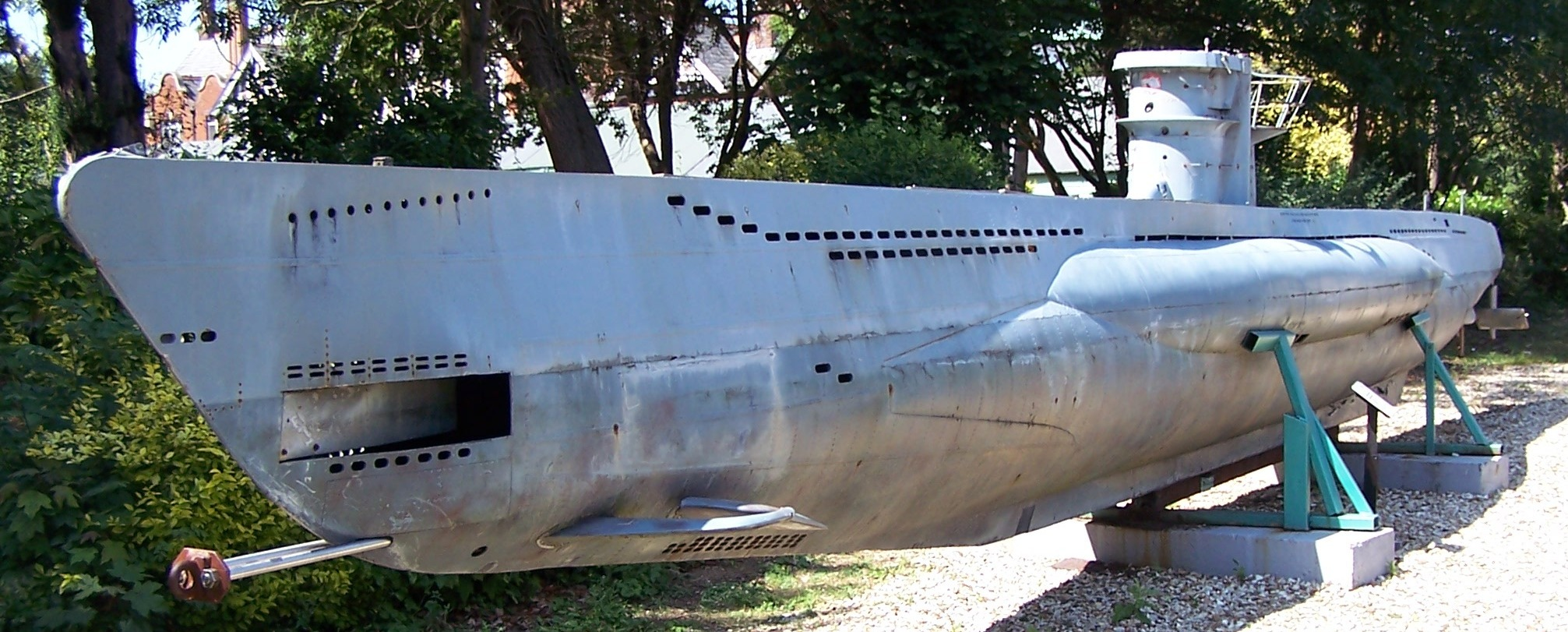
Модель німецької U-Boot, яка використовувалась у фільмі «Енігма»

- В англійському телесеріалі 1979 року «Danger UXB» був персонаж Стівен Маунт, який був декодувальником у Блечлі і був доведени до нервового розладу (а пізніше і самогубства) через стресовий та рутинний характер роботи.
- Телеп'єса Ієна Мак'юена 1980 року «Імітаційна гра» завершується у Блечлі-Парку.
- Дія п'єси 1986 року «Breaking the Code» також відбувається у Блечлі.
- Вигаданий варіант Блечлі-Парку присутній у романі Ніла Стівенсона 1999 року «Криптономікон».
- Блечлі став відомий більш широкому загалу з документальним серіалом 1999 «Station X]».
- Блечлі багато фігурує у романі 1995 року «Енігма» та його екранізації 2001 року; зйомки проходили у розташованому неподалік Чічелі Холл.
- У серіалі BBC «Торчвуд», за сюжетом у Тошіко Сато був дідусь, який працював у Блечлі-Парку до нападу Японією на Перл-Гарбор, але не показано, чи він продовжував працювати там після того, яка Японія оголосила Союзникам війну.
- Одна з місій у російській відео-грі 2009 року «Смерть шпионам: Момент истины» має назву «Блечлі-Парк». Дія відбувається у частковій реконструкції справжнього маєтку, з точно відтвореними певними рисами території та будиночками. Однак суть місії не стосується Енігми, що дивно, оскільки інша місія в тій же грі вимагає від персонажа гравця вкрасти машину Енігма з німецької підлодки.
- Блечлі-Парк відіграє важливу роль у романі Конні Вілліс 2010 року «All Clear».
- Дія фільму «Імітаційна гра» (2014 рік) з Бенедиктом Камбербатчем в ролі Алана Тюрінга відбувається у Блечлі-Парку.